# 沟里乡
沟里乡，是中华人民共和国青海省海西蒙古族藏族自治州都兰县下辖的一个乡镇级行政单位。

## 行政区划
沟里乡下辖以下地区：
热龙村、智玉村和秀毛村。